# 平成10年8月新潟豪雨
平成10年8月新潟豪雨（へいせい10ねん8がつにいがたごうう）は、1998年（平成10年）8月4日を中心に、主に新潟県で起こった豪雨災害（水害）である。国や県の資料、マスメディアなどでは8.4水害（はちてんよんすいがい）とも呼ばれている。
※いわゆる平成の大合併で現在は消滅している自治体もあるが、ここでは全て豪雨発生当時の自治体名で示す。

## 概要
4日未明から新潟県下越地方や佐渡地方を中心に非常に激しい雨が降り、安田町の宝珠山では4日の24時間降水量270ミリを観測した。また新潟市では24時間降水量265ミリを観測、1886年（明治19年）の観測開始以来第1位の記録となった。このほか新潟市では排水機場のポンプが故障したこともあり、市内各所で浸水被害が相次いだ。この豪雨による浸水被害の約8割は新潟市内で発生している。市内主要道路も広範囲に渡り冠水し、都市機能は完全に麻痺した。また越後線の小針駅 - 寺尾駅間で線路路盤の一部が流出し、災害の後もしばらくの間徐行運転を余儀なくされた。
死者は岐阜県での1人を含め2人。住家被害は全壊3棟、半壊16棟、一部損壊18棟のほか、床上浸水2,560棟、床下浸水15,134棟。都市部を直撃したこともあり、浸水被害が非常に多かった。また山間部では土石流や地すべりが発生、甚大な被害を受けた。

## 気象概況
日本海から北陸地方に伸びる梅雨前線が停滞し、ここへ太平洋高気圧の西側から暖湿気流が前線に向かって流れ込んだことから前線の活動が活発になり、北陸地方から東北地方にかけての日本海側で断続的に大雨が降った。
| 観測地点情報 | 観測地点情報 | 観測地点情報 | 最大雨量 | 最大雨量 |
| 観測地点     | 市町村       | 設置者       | 24時間   | 時間     |
| ------------ | ------------ | ------------ | -------- | -------- |
| 宝珠山       | 安田町       | 気象庁       | 270      | 74       |
| 新潟         | 新潟市       | 気象庁       | 265      | 97       |
| 守門岳       | 栃尾市       | 気象庁       | 246      | 57       |
| 六十里越     | 福島県只見町 | 気象庁       | 232      | 41       |
| 入広瀬       | 入広瀬村     | 気象庁       | 220      | 52       |
| 両津         | 両津市       | 気象庁       | 194      | 51       |